# Filipe Pinto
Filipe Miranda Cunha Pinto (* 3. Juli 1988 in São Mamede de Infesta) ist ein portugiesischer Rock- und Popsänger. Er gewann 2010 die dritte Staffel der Castingshow Ídolos des Fernsehsenders SIC.

## Werdegang
Pinto studierte Forstwirtschaft an der Universidade de Trás-os-Montes e Alto Douro. Bei den Castings für die dritte Staffel von Ídolos wurde Pinto aus über 20.000 Bewerbern für die Finalphase ausgewählt. Nach drei Monaten im Wettbewerb qualifizierte er sich für das Finale, wo er sich in einer Livesendung am 14. Februar 2010 in der Zuschauerabstimmung gegen seine Konkurrentin Diana Piedade durchsetzte.
Nach dem Finale erschien unter dem Titel Ídolos - Os Melhores Momentos ein Album mit zehn der Finalisten. Pinto war darauf mit einer Interpretation des Songs Ouvi Dizer von den Ornatos Violeta zu hören. Ab dem 13. März 2010 tourte er mit den anderen Finalisten der Sendung unter dem Titel Idolomania durch Portugal.
Ab September 2010 studierte er Gesang, Gitarre und Klavier an der London Music School – das Studium war Teil der Prämie für seinen Sieg bei Ídolos – und schloss mit Auszeichnung ab. Am 9. Januar 2011 präsentierte er auf einer von SIC übertragenen Gala den bis dahin unveröffentlichten Song Crua Carne. Im Juni 2011 trat er mit der für ihn zusammengestellten Band in a Van beim Festival Super Bock Super Rock auf und absolvierte mit ihr danach einige weitere Straßenkonzerte in portugiesischen Städten. Im August 2011 trat er auf der Hauptbühne des Festival Sudoeste in Zambujeira auf.
Das Medienkaufhaus Fnac nahm seinen Song Escolher Sentença auf die Kompilation Novos Talentos Fnac 2012. Im September 2012 erschien unter dem Titel Cerne sein Debütalbum und stieg auf Platz 2 der portugiesischen Albumcharts ein.

## Diskografie
Alben
- 2012: Cerne (Farol)

andere
- 2010: Ídolos - Os Melhores Momentos
  - mit der Aufnahme Ouvi Dizer
- 2012: Novos Talentos Fnac 2012
  - mit der Aufnahme Escolher Sentença